# Ludwig Neischwander
Ludwig Neischwander (* 28. Juni 1904 in Frankenthal, Pfalz; † 24. Februar 1943 in Stuttgart) war ein deutscher kommunistischer Widerstandskämpfer gegen den NS-Staat.

## Leben
Neischwander kam als Kind mit seinen Eltern nach Mannheim. Nach dem Abschluss seiner Schulausbildung absolvierte er eine Lehre zum Schlosser bei der Firma Bopp & Reuther auf dem Waldhof. In diesem Betrieb bekam er dann eine Arbeit, und seine Kollegen wählten ihn zum Betriebsrat. Mit 22 Jahren zog er in eine Wohnung in der Rheinhäuser Straße 12 in der Schwetzingervorstadt. Als junger Mann war er im Arbeitersportverein organisiert und betätigte sich im Kanusport. Auch war er Rettungsschwimmer und Sanitäter. Nachdem er 1929 arbeitslos wurde, fand er den Weg zur Mitgliedschaft in der Kommunistischen Partei Deutschlands (KPD). Er wurde Organisationsleiter der  Revolutionären Gewerkschafts-Opposition (RGO) von Baden/Pfalz. Auch im Vertrieb der Mannheimer Arbeiterzeitung war er tätig.
Bei einem Funktionärstreffen am 1. Mai 1933 an der Altriper Fähre wurde er mit zehn seiner Genossen verhaftet und in ein KZ eingeliefert. Damit kam die politische Aufklärungsarbeit zeitweise zum Erliegen. Aber als Neischwander aus dem KZ entlassen wurde, setzte er seine politische Arbeit illegal fort. Dabei kam er mit der Widerstandsgruppe um Georg Lechleiter in Kontakt. Lohnarbeit fand er an verschiedenen Stellen, zuletzt in einem kleinen Metallbetrieb. Bei der Herstellung und dem Vertrieb des „Vorboten“, einer illegalen Aufklärungs- und Anklageschrift gegen den Krieg in der Sowjetunion, arbeitete er umsichtig und zuverlässig mit. Trotzdem wurde diese Arbeit nach dem Erscheinen der vierten Ausgabe des „Vorboten“ beendet, weil die Gruppe durch Verrat  enttarnt worden war. Im 2. Prozess gegen die Mitglieder der Lechleiter-Organisation wurde er zusammen mit vier anderen vor dem Volksgerichtshof zum Tode verurteilt und am 24. Februar 1943 im Stuttgarter Landgericht mit dem Fallbeil hingerichtet.
Ludwig Neischwander war verheiratet und mit seiner Frau der Vater seiner Tochter Cläre.

## Erinnerung
- Im Mannheimer Stadtteil Schönau wurde eine Straße in „Ludwig-Neischwander-Weg“ benannt.[2]

- Am 12. März 2010 wurde vor seinem Wohnhaus in der Rheinhäuser Straße 12 durch den Aktionskünstler Gunter Demnig ein Stolperstein gelegt.[3]